# Dirk Kunde
Dirk Kunde (* 20. Februar 1970 in Wolfenbüttel) ist ein deutscher Journalist und Fachbuchautor.

## Werdegang
Kunde studierte Volkswirtschaft in sozialwissenschaftlicher Richtung an der Universität zu Köln und absolvierte seine journalistische Ausbildung an der Kölner Journalistenschule für Politik und Wirtschaft (vormals Kölner Schule-Institut für Publizistik E.V.). Er war als TV-Autor für den WDR tätig, leitete das New Media Ressort der Wochenzeitung Net-Business (Verlagsgruppe Milchstraße) und schreibt für Medien wie das Handelsblatt, Die Zeit und Spiegel Online. Auf seinen eigenen Webseiten, beschäftigt er sich mit den Themen mobile Kommunikation sowie technische Innovation. Er ist vor allem als Fachbuchautor für Smartphones und Tablet-PCs in Erscheinung getreten. Einen weiteren Schwerpunkt seiner Arbeit bildet die Elektromobilität. Nach einem Interview mit Elon Musk im Jahr 2013 beschäftigt er sich intensiv mit dem Wandel im Energie- und Mobilitätssektor. Entsprechende Projekte und Fahrzeuge stellt er unter dem Namen Drehmoment auf YouTube vor.

## Publikationen
- iTunes verstehen - Medienverwaltung auf dem Computer und in der iCloud, E-Book, Hamburg 2013, ISBN 978-3-00-041810-5.
- 111 Tricks für iPhone & iPad, E-Book, Hamburg 2012, ISBN 978-3-00-041052-9.
- Das ultimative Praxisbuch zum iPhone 5, Data Becker, Düsseldorf 2012, ISBN 978-3-8158-3131-1
- Das ultimative Praxisbuch zum iPhone 4S. (mit Timo Stoppacher), Data Becker, Düsseldorf 2012, ISBN 978-3-8158-3125-0.
- Die große iPhone Bibel. (mit Timo Stoppacher), Data Becker, Düsseldorf 2011, ISBN 978-3-8158-3074-1.
- Smartline: iPhone 4S. Data Becker, Düsseldorf, 2011, ISBN 978-3-8158-2899-1.
- Auf die Schnelle: Die besten iPhone-Apps. Data Becker, Düsseldorf 2010, ISBN 978-3-8158-2997-4.
- iPhone 4 und iPad 2 im Berufsalltag. Mandl & Schwarz, Husum 2011, ISBN 978-3-939685-31-9.
- Mobile Companion zum iPhone 4. Data Becker, Düsseldorf 2010, ISBN 978-3-8158-2885-4.
- Mobile Companion zum iPhone 3G/3GS. Data Becker, Düsseldorf 2009, ISBN 978-3-8158-2995-0.
- Das iPhone-Handbuch. falkemedia, Kiel 2014, ISBN 978-3-942983-09-9